# 구로카와 기쇼

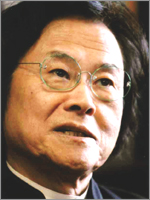

구로카와 기쇼(일본어: 黒川紀章, 1934년 4월 8일 ~ 2007년 10월 12일)는 일본의 건축가이다. 부인은 와카오 아야코. 주식회사 구로카와 기쇼 건축 도시 설계 사무소의 대표이사였다. 1986년 프랑스 건축 아카데미의 골드 메달을 수상했다. 일본회의의 대표 위원이었다. 공생신당을 창당하고 2007년 도쿄도지사 선거와 제21회 참의원 의원 통상선거에 출마했지만 모두 낙선했다.